# روني ويلان (لاعب كرة قدم)
روني ويلان (بالإنجليزية: Ronnie Whelan, Sr.)‏ (17 نوفمبر 1936 في جمهورية أيرلندا - 16 يوليو 1993) هو لاعب كرة قدم أيرلندي في مركز مهاجم داخلي. شارك مع منتخب جمهورية أيرلندا لكرة القدم. أما مع النوادي، فقد لعب مع باتريك أتلتيك ودرودا يونايتد ونادي شامروك روفرز وAer Lingus F.C. ‏ وTransport F.C. ‏ ودوري أيرلندا الحادي عشر ‏.